# Carrera del suero a Nome de 1925

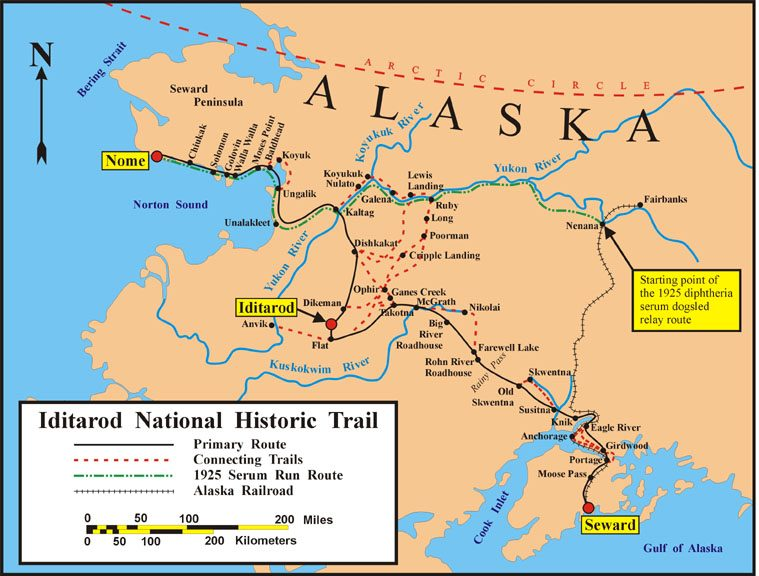
Camino de Iditarod (la línea verde punteada marca el camino original de 1925).

La carrera del suero a Nome de 1925, conocida también como la Gran carrera de la misericordia, fue el transporte de antitoxina diftérica a través del interior de Alaska por trineos tirados por perros que se fueron pasando la posta a lo largo de 1.085 km en cinco días y medio. Protagonizada por 20 mushers —en su gran mayoría atapascos y nativos de Alaska— y unos 150 perros de trineo, se consiguió salvar al pueblo de Nome y su comarca de una incipiente epidemia de difteria.
Balto, el perro que guio a su equipo en el último tramo de la travesía, cuya estatua de bronce se encuentra en el Central Park de Nueva York, se convirtió en la celebridad canina más famosa de la época después de Rin Tin Tin. Sin embargo, la parte más larga y difícil del camino la hicieron Leonhard Seppala y sus perros liderados por Togo. La carrera fue el último gran hito y el evento más famoso en la historia del trineo de perros, principal medio de transporte y comunicación en las comunidades subárticas hasta que el avión y las motonieves lo reemplazaran casi totalmente.
En la actualidad, la Iditarod Trail Sled Dog Race es una carrera de trineos de perros que homenajea este hecho.

## Brote de difteria y pedido de ayuda

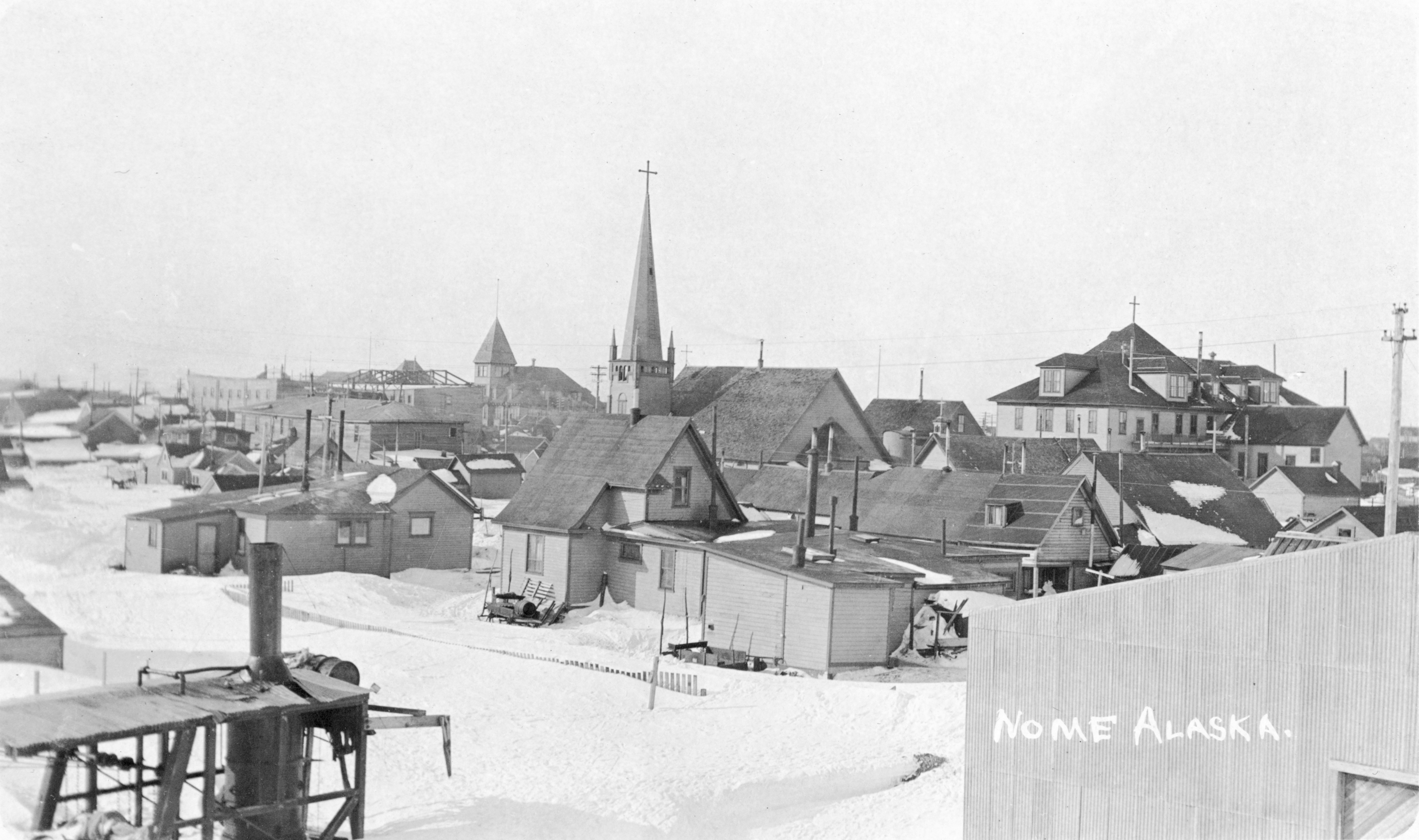
Vista de Nome en 1916.

En diciembre de 1924, Curtis Welch, el único médico de Nome y su zona de adyacencia —un pueblo de menos de 2.000 habitantes a unos 2º al sur del círculo polar ártico—, hubo de tratar varios casos de lo que diagnosticó como amigdalitis, pero comenzó a sospechar que se trataba de difteria cuando murieron cuatro niños. A mediados de enero de 1925 diagnosticó el primer caso de difteria: un niño de tres años que murió sólo dos semanas después de presentar los primeros síntomas. Aunque varios meses antes había pedido más antitoxina diftérica después de descubrir que toda la provisión del hospital Maynard Columbus había caducado, no contaba con ella porque el envío no pudo llegar antes de que cerrara el puerto por el invierno. El 21 de enero, cuando una niña de siete años presentó los mismos síntomas, intentó administrarle parte de la antitoxina caducada, pero esta ya no causaba efecto y la niña murió unas horas más tarde.
Ante la inminente epidemia, el consejo municipal decretó la cuarentena y al día siguiente (22 de enero de 1925) Welch envió un telegrama a Washington D. C. solicitando 1 millón de unidades de antitoxina diftérica al Servicio de Salud Pública. Sin ella se esperaba que en una población de 10.000 almas, como Nome y su región, la tasa de mortalidad llegara a cerca del 100%. El Servicio de Salud Pública localizó 1.100.000 unidades en hospitales de la Costa Oeste que se podían enviar a Seattle y de allí a Alaska, pero que no podían llegar a Nome antes de mediados de febrero. El 26 de enero se descubrieron 300 mil unidades de suero en Anchorage, que si bien no eran suficientes para vencer la epidemia, podían contenerla hasta que llegara el envío más grande. Se pusieron entre algodones, se envolvieron en frascos de vidrio, se depositaron en un cilindro metálico y llegaron por tren a Nenana el 27 de enero, pero quedaba el problema de cómo hacerlas llegar a Nome (1.085 km).
Las temperaturas en el interior de Alaska habían llegado a su punto más bajo en 20 años —en Fairbanks estaba haciendo temperaturas de –46 °C— y la mayoría de los medios de trasporte estaban fuera de servicio. El puerto de la península de Seward, en el mar de Bering, estaba bloqueado por el hielo y era inaccesible por barco, mientras que el viaje en avión más largo en el invierno de Alaska (en febrero de 1924) tenía el récord de sólo 420 km y en condiciones de –23 °C, debiendo llevar tanta ropa de invierno que el aparato apenas podía volar y hubo de realizar varios aterrizajes de emergencia. Además, debido a la noche polar, las horas de luz para volar eran muy limitadas.
Mark Summers, de la Junta de Salud, propuso la alternativa de llevar el suero a través de una posta de trineos tirados por perros, como se llevaba el correo, y aunque este servicio de Nenana a Nome tomaba normalmente 25 días, existía el récord de llevarlo a cabo en 9 jornadas, por lo que el gobernador Scott Bone finalmente autorizó este proyecto.
La ruta, que totalizaba 1.085 km de recorrido, debía cruzar las tierras yermas del interior siguiendo el cauce del río Tanana a lo largo de 220 km, hasta llegar al pueblo homónimo en el cruce con el río Yukón, y que luego seguía a este por 370 km, hasta Kaltag. La ruta luego pasaba 140 km al oeste por el embarcadero de Kaltag hasta Unalakleet, en la bahía de Norton Sound. Luego, en dirección noroeste, seguía un tramo de 335 km que rodeaba la costa sur de la península de Seward, sin ningún amparo contra los vientos y tormentas de nieve, que incluía una etapa de 68 km a través de los hielos inestables del mar de Bering.
La Oficina Postal convocó a los mejores mushers y perros de trineo del interior, que debían viajar día y noche para que el suero fuera de Nenana a Nulato. El noruego Leonhard Seppala, empleado de Summers, fue elegido para el viaje de ida y vuelta de 1.014 km de Nome a Nulato, ya que había logrado la hazaña sin precedentes de ir de Nome a Nulato en cuatro días y había ganado la carrera All–Alaska Sweepstakes tres veces. Su perro líder de 12 años, Togo, era igualmente famoso por su liderazgo, inteligencia y capacidad para detectar el peligro.

## LaGran carrera de la misericordia

### De Nenana a Norton Sound
El primero de la posta fue «Wild Bill» Shannon, quien recibió el paquete de suero (9,1 kg) en la estación de tren de Nenana la noche del 27 de enero de 1925. A pesar de una temperatura de –46 °C, Shannon partió inmediatamente con su equipo de 11 perros novatos, guiados por Blackie. La temperatura comenzó a bajar y el equipo se vio obligado a dirigirse por el hielo del río, ya que el paso de unos caballos había destruido el camino. A pesar de correr junto al trineo para mantenerse caliente, Shannon sufrió hipotermia antes de llegar a Minto a las 3 de la mañana, con parte de su cara congelada, cuando la temperatura alcanzaba los –52 °C. Después de calentar el suero en el fuego y descansar cuatro horas, desenganchó tres perros y partió con los 8 restantes. Los tres perros murieron poco después de que Shannon regresara por ellos, y también puede haber perecido un cuarto.
Él y su equipo llegaron en mal estado a Tolovana a las 11 de la mañana y entregó la posta al mitad atapasco Edgar Kalland, quien después de calentar el suero tomó camino por el bosque. La temperatura había subido a –49 °C, y al menos un informe afirma que el propietario de la siguiente estación, en Manley Hot Springs, tuvo que verter agua sobre las manos de Kalland para que pudiera despegarlas del manubrio, cuando llegó a las 4 de la tarde.
Mientras tanto, el 29 de enero se diagnosticaban dos nuevos casos de difteria, ya que la falta de buenos instrumentos de diagnóstico y el contagio de la cepa hacían ineficaz la cuarentena. La crisis había llegado a las portadas de los diarios de San Francisco, Cleveland, Washington D. C., Chicago, Filadelfia y Nueva York, y la noticia se extendió por todo el país gracias a los aparatos de radio, mientras que el sistema de tormentas de Alaska llegaba a los demás Estados Unidos, provocando récords de temperaturas mínimas en Nueva York y congelando el río Hudson.
El 30 de enero se produjo una nueva muerte, por lo que se renovó la campaña para llevar el suero en avión. Sin bien este proyecto tenía el apoyo del alcalde de Nome, de los diarios de todo el país, de varios departamentos del gabinete presidencial y del explorador Roald Amundsen, era rechazado por los pilotos experimentados y la Marina. En respuesta, el gobernador Bone autorizó más mushers para la etapa de Seppala, a propósito de acelerar los relevos y portar la carga sin descanso. Mark Summers reorganizó el sistema de postas para el último tramo, incluyendo al compatriota de Seppala, Gunnar Kaasen, cuyo equipo de perros era liderado por Balto.
Desde Manley Hot Springs, el suero se fue pasando entre atapascos hasta que George Nollner se lo entregó a Charlie Evans en Bishop Mountain a las 3 de la mañana del 30 de enero. La temperatura había subido ligeramente, pero pronto volvió a descender a –52 °C. Evans se encomendó a la habilidad de sus perros líderes cuando debió pasar a través de la niebla helada donde el río Koyukuk había roto el hielo, pero olvidó proteger las ingles de sus dos perros mestizos de pelo corto con pieles de conejo. Ambos se bloquearon por la congelación y Evans tuvo que tomar el lugar de estos. Cuando llegó a las 10 de la mañana, ambos perros estaban muertos. Tommy Patsy tomó la posta y partió en media hora.
Después, el suero cruzó el embarcadero de Kaltag en manos de Jack «Jackscrew» Nicolai y del nativo Victor Anagick, quien se lo entregó a otro nativo, Myles Gonangnan, en las costas de Norton Sound, en Unalakleet, a las 5 de la mañana del 31 de enero. Este vio que se avecinaba una tormenta y decidió no tomar el atajo a través del hielo del Sound. Partió a las 5:30 de la mañana, y cuando cruzaba las colinas «era tal la turbulencia de los remolinos de nieve que giraban entre las patas de los perros y por debajo de sus vientres, que parecíamos estar en medio de un río», según su relato. Las condiciones de visibilidad mejoraron cuando llegó a la orilla, pero los vientos huracanados hicieron descender la sensación térmica a –57 °C. Llegó a Shaktoolik a las 3 de la tarde y aunque Seppala no estaba allí, Henry Ivanoff estaba esperando por si acaso.
El 30 de enero, los casos de difteria llegaban a 27. Según un periodista de Nome: «Toda la esperanza está en los perros y sus heroicos conductores (…) Nome parece un pueblo fantasma».

### El paso de Norton Sound

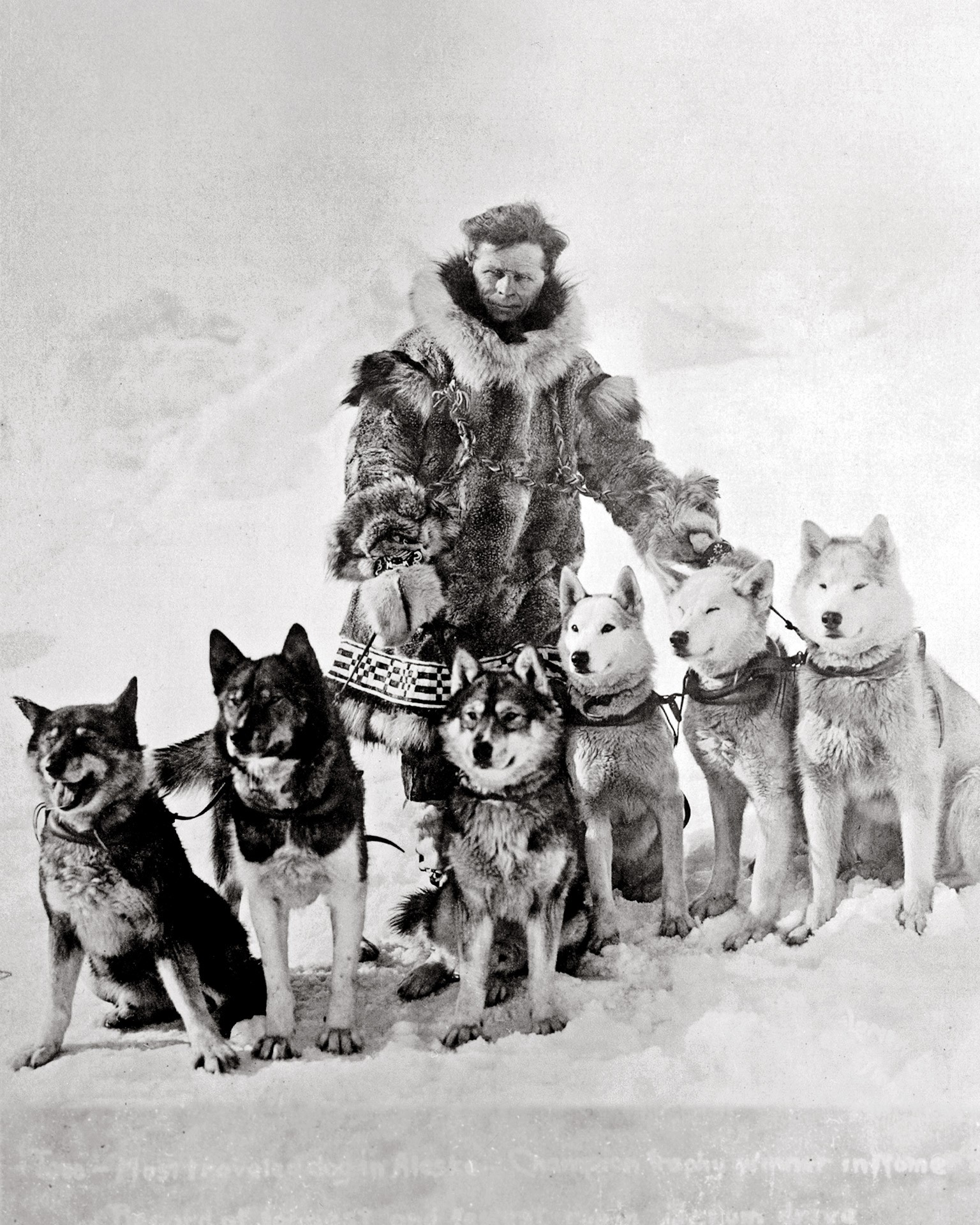
Leonhard Seppala y sus perros tras la carrera del suero en 1925.

Leonhard Seppala y su equipo de perros debían cubrir el tramo más largo y peligroso, el atajo a través de Norton Sound —una bahía que se congela en invierno—, por el que se podía ahorrar un día de viaje. Pero el hielo era inestable y se podía quebrar debajo del conductor y su equipo, y había que pasar por ásperas colinas de nieve o por capas de hielo pulido por el viento, donde los perros apenas podían encontrar un punto de apoyo. Si el viento soplaba del este, podía alcanzar velocidades de hasta 110 km/h, volcar los trineos, sacar a los perros de su rumbo y causar una sensación térmica de –73 °C. Seppala se había visto obligado a tomar el atajo varias veces, mientras que un musher con menos experiencia tenía más probabilidades de perder la vida, la de sus perros y también el suero. Togo iba a guiar a su equipo a lo largo de 563 km.
Seppala y su equipo viajaron 146 km desde Nome a Shaktoolik, del 27 al 31 de enero, con la tormenta pisándole los talones. La temperatura en Nome era relativamente cálida (–29 °C), pero se estimó que en Shaktoolik hacía –34 °C, y la fuerza del vendaval provocaba una sensación térmica de –65 °C. Seppala, que no estaba al tanto de las modificaciones ordenadas por el gobernador, ya que los sistemas de teléfono y telégrafo no llegaban a los pequeños caseríos por donde pasaba y no había manera de decirle que esperara en Shaktoolik, creía que todavía le quedaba por recorrer más de 160 km. Estaba tratando de salir de Norton Sound antes de que lo alcanzara la tormenta cuando Ivanoff, que se había cruzado con un reno y estaba embrollado en las afueras de Shaktoolik, le gritó: «¡El suero! ¡El suero! ¡Lo tengo aquí!»
Cuando el suero pasó a Seppala, la noche estaba cayendo y un poderoso sistema de baja presión se estaba moviendo hacia el camino desde el Golfo de Alaska, pero con la noticia de que la epidemia empeoraba, Seppala decidió enfrentar la tormenta y entró de nuevo en el hielo de Norton Sound. La temperatura se estimó en –34 °C, pero la sensación térmica era de –65 °C. Togo guio a su equipo a través de la oscuridad, llegando a la estación de Isaac's Point a las 8 de la tarde. Habían recorrido 135 km en un día, a un promedio de 13 km por hora, pero el equipo apenas tuvo tiempo para descansar y partió a las 2 de la mañana en el punto más álgido de la tormenta.
Durante la noche, la temperatura bajó a –40 °C y el viento aumentó la fuerza de la tormenta (al menos hasta 105 km/h). El equipo corrió a través del hielo que empezaba a romperse a lo largo de la línea costera, dejando atrás Norton Sound y volviéndose hacia la costa para enfrentar su último desafío: remontar una cresta de 1.500 m y cruzar la montaña Little McKinley. A las 3 de la tarde del 1 de febrero, después de descender la montaña y llegar a la estación de Golovin, Seppala pasó el suero a Charlie Olsen.
Katy Steinmetz escribió en la revista Time que «el perro que hizo la mayor parte del trabajo fue Togo. Su viaje, plagado de tormentas de nieve, fue el más largo en 322 km e incluyó una travesía a través del peligroso Norton Sound, donde salvó a su equipo y piloto en una valiente carrera a través de los témpanos de hielo.»

### De Golovin a Nome

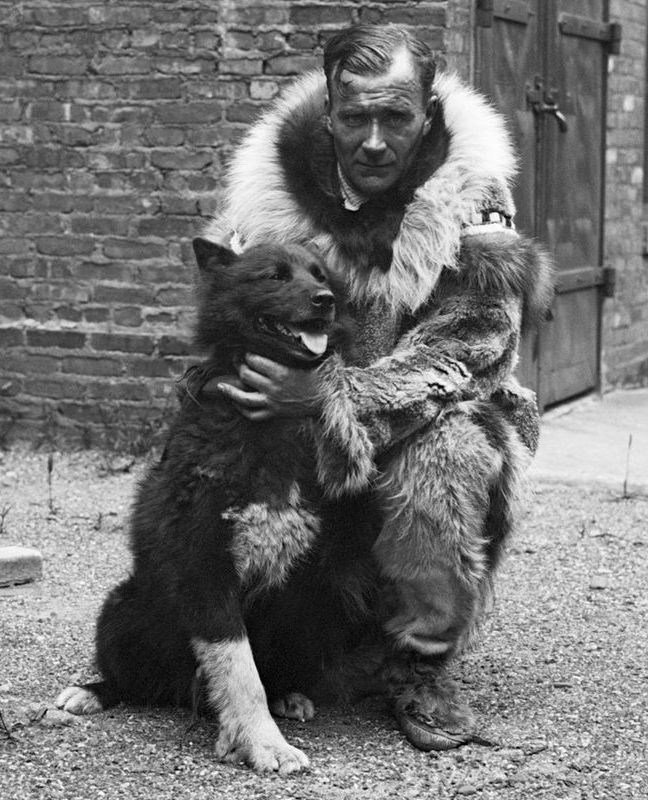
Gunnar Kaasen y Balto.

Olsen perdió el rastro y sufrió congelaciones graves en sus manos mientras le ponía mantas a sus perros. La sensación térmica era de –57 °C. Llegó a Bluff en mal estado el 1 de febrero a las 7 de la tarde, donde pasó la posta a Gunnar Kaasen. Éste esperó hasta las 10 de la noche a que pasara la tormenta, pero solo empeoró y la nieve pronto bloquearía el camino, por lo que decidió partir en contra del viento.
Balto guio a su equipo a través de la noche, de los bancos de nieve y del desborde del río a los 183 m de la montaña Topkok, la mayor parte del tiempo a través de una visibilidad tan pobre que Kaasen no podía ver a sus perros. Debía detenerse en Solomon, pero pasó de largo 3 km antes de darse cuenta, así que decidió seguir adelante. Los vientos eran tan severos que su trineo volcó y casi perdió el cilindro del suero cuando cayó y se enterró en la nieve. Sufrió heridas por congelación cuando tuvo que buscar el cilindro con sus manos desnudas.
Con todo, llegó a Point Safety antes de lo previsto, a las 3 de mañana del 2 de febrero, donde su relevo Ed Rohn estaba durmiendo, ya que creía que Kaasen y la posta estaban detenidos en Solomon. Como el tiempo mejoraba, iba a tomar tiempo preparar al equipo de Rohn, y Balto y su equipo lo estaban haciendo bien, por lo que Kaasen siguió adelante los 40 km que restaban hasta Nome, llegando a Front Street a las 5:30 de la mañana. No se había roto una sola ampolla y la antitoxina estuvo lista para ser administrada al mediodía.
Los diferentes equipos recorrieron un total de 1.085 km en 127 horas y media, lo que se consideró un récord mundial, un logro increíble debido a la inclemencia de las condiciones: temperaturas bajo cero, tormentas de nieve y vientos huracanados. Varios perros murieron durante la travesía.

## Segunda posta
Las 1.100.000 unidades de suero que se habían localizado en la Costa Oeste se enviaron de Seattle a Alaska el 31 de enero. Habida cuenta de que este lote no podía entregarse a los trineos de perros antes del 8 de febrero, Welch solicitó que la mitad se llevara en un avión de Fairbanks. Se comenzaron los preparativos a este efecto, pero el gobernador Bone concluyó que los casos de difteria en Nome estaban bajando y negó el permiso, aunque los preparativos continuaron.
Para el 3 de febrero la epidemia estaba bajo control, ya que las primeras 300 mil unidades se habían probado eficaces. Una nueva muerte, que probablemente no tuvo relación con la difteria, se informó ampliamente por los medios como un nuevo brote de la enfermedad. La provisión de Seattle llegó a bordo del Admiral Watson el 7 de febrero y, debido a la presión mediática, el gobernador Bone accedió a que la mitad fuera entregada en avión. El 8 de febrero, mientras la primera mitad del segundo envío comenzaba su viaje en trineo, fallaba la ignición del avión debido a una falla del radiador que sobrecalentó el motor. El avión también falló al día siguiente y la misión aérea quedó sin efecto.
La segunda posta incluyó a muchos equipos de la primera y también se enfrentó a duras condiciones. El suero finalmente llegó el 15 de febrero.

## El después de la carrera

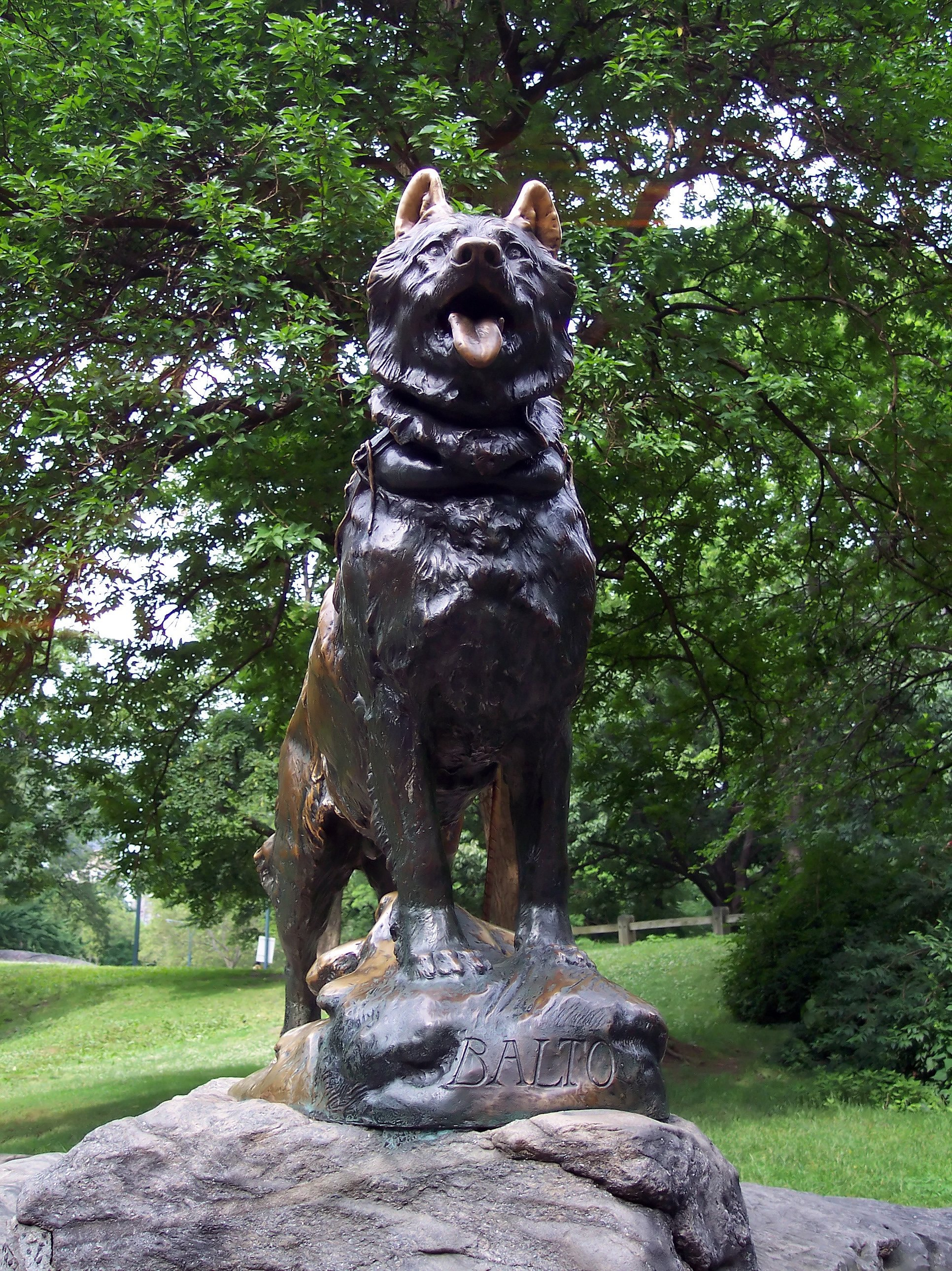
Estatua de Balto en el Central Park:
«Dedicada al espíritu indomable de los perros de trineo que portaron la antitoxina seiscientas millas desde Nenana, sobre hielo áspero, a través de aguas traicioneras, en medio de tormentas de nieve, para aliviar la aflicción de Nome en el invierno de 1925.
Resistencia • Lealtad • Inteligencia»

La cifra oficial de los muertos por difteria en Nome es 5, 6 o 7, pero Welch calculó más tarde que probablemente hubo al menos 100 casos más entre los «campamentos esquimales en las afueras del pueblo. Los nativos tienen la costumbre de enterrar a sus hijos sin reportar las muertes». En 1926 se diagnosticaron otros cuarenta y tres casos, pero se trataron fácilmente con el nuevo suministro de suero.
Todos los conductores recibieron cartas de recomendación del presidente Calvin Coolidge, y el Senado levantó sus sesiones para reconocer el evento. Cada conductor de la primera posta recibió una medalla de oro de la H. K. Mulford Company. El alcalde de Los Ángeles le entregó a Balto una llave con forma de hueso, y la actriz Mary Pickford le colocó una corona de flores en el cuello. Los niños le escribieron poemas y cartas, y surgieron campañas espontáneas de recaudación de fondos en todo el país.
Gunnar Kaasen y su equipo se convirtieron en celebridades y recorrieron la costa oeste desde febrero de 1925 hasta febrero de 1926, e incluso protagonizaron una película de 30 minutos, Balto’s Race to Nome. La estatua de Balto, del escultor Frederick Roth, se presentó en el Central Park de la ciudad de Nueva York el 15 de diciembre de 1925. Sin embargo, con el tiempo Balto y los otros perros de su equipo pasaron a formar parte de un espectáculo de feria y vivieron en condiciones horribles hasta que los rescató George Kimble, quien organizó una campaña de recaudación de fondos con los niños de Cleveland. El 19 de marzo de 1927, los perros fueron recibidos como héroes cuando llegaron a su nuevo hogar, el zoológico de Cleveland. Debido a su edad (14 años), Balto fue sacrificado el 14 de marzo de 1933. Su cuerpo fue disecado y está expuesto en el Museo de Historia Natural de Cleveland.
A pesar de la atención prodigada a Kaasen y Balto, muchos conductores de trineo consideran a Seppala y Togo como los verdaderos héroes de la carrera, ya que cubrieron la etapa más larga y peligrosa. Hicieron un viaje de ida desde Nome a Shaktoolik y de vuelta a Golovin de 420 km, y llevaron el suero un total de 146 km, casi el doble de la distancia cubierta por cualquier otro equipo. Después del regreso de Kaasen, fue acusado de querer acaparar toda la atención. Seppala se molestó cuando los medios atribuyeron los logros de Togo a Balto, y comentó: «Fue el colmo cuando el "perro mediático" Balto recibió una estatua por sus "gloriosos logros"».
En octubre de 1926, Seppala, Togo y el resto del equipo atrajeron grandes multitudes en una gira de Seattle a California, y luego a través del Medio Oeste hasta Nueva Inglaterra. Se presentaron en el Madison Square Garden de Nueva York durante 10 días, y Togo recibió una medalla de oro de Roald Amundsen. En Nueva Inglaterra, el equipo de perros siberianos de Seppala corrió en muchas carreras, derrotando fácilmente a los chinooks locales. Seppala vendió la mayor parte de su equipo a un criadero de Poland Spring (Maine) y la mayoría de los huskies norteamericanos descienden de estos perros. Seppala visitó a Togo, hasta que fue sacrificado el 5 de diciembre de 1929. Luego lo hizo disecar, y hoy se puede ver en una vitrina del museo Iditarod en Wasilla, Alaska.
Ninguno de los otros conductores recibió la misma atención, aunque «Wild Bill» Shannon realizó algunas giras con Blackie. Los medios ignoraron en gran medida a los conductores nativos de Alaska y atapascos, que cubrieron dos tercios de la distancia total. Según Edgard Kalland, «en lo que a nosotros respecta, fue una cosa de todos los días».

## Relevos y distancias
| Fecha        | Conductor                                       | Etapa | Distancia (km) |
| ------------ | ----------------------------------------------- | --- | -------------- |
| 27 de enero  | «Wild Bill» Shannon                             | Nenana–Tolovana Perro líder: Blackie. Equipo de once malamutes. Shannon recibió el suero e instrucciones por escrito. Arribó a Minto a las 3:00 hs., descansó cuatro horas y partió de nuevo, con nada más que ocho perros, ya que Cub, Jack y Jet sufrieron lesiones por el frío, de las que morirían más tarde. Shannon sufrió una grave lesión facial por congelamiento. La distancia que recorrió se aceptó como el doble de un «día de carrera extremo». | 84             |
| 28 de enero  | Dan Green                                       | Tolovana–Manley Hot Springs | 50             |
|              | Jonny Folger (atapasco)                         | Manley Hot Springs–Fish Lake Corrió de noche y con «buen tiempo». | 45             |
|              | Sam Joseph (35 años, nativo de la tribu Tanana) | Fish Lake–Tanana Equipo de 7 malamutes. Corrió su etapa en 2 horas y 45 minutos, a un promedio de más de 14 km/h. | 42             |
| 29 de enero  | Titus Nikolai (atapasco)                        | Tanana–Kallands | 55             |
|              | Dan Corning                                     | Kallands–Nine Mile Cabin Hizo un promedio de 13 km/h. | 39             |
|              | Edgar Kalland                                   | Nine Mile Cabin–Kokrines Cartero. | 48             |
|              | Harry Pitka                                     | Kokrines–Ruby Equipo de 7 perros. El camino estaba en buenas condiciones y de noche hizo más de 14 km/h de promedio. | 48             |
|              | Bill McCarty                                    | Ruby–Whiskey Creek Perro líder: Prince. Varias horas de tormenta de nieve. Temperatura de -40 °C. | 45             |
|              | Edgar Nollner (21 años)                         | Whiskey Creek–Galena Perro líder: Dixie (8 años). Equipo de 7 malamutes. | 39             |
| 30 de enero  | George Nollner                                  | Galena–Bishop Mountain Recién casado, apareció para realizar la travesía usando el mismo equipo de perros que su hermano Edgar. | 29             |
|              | Charlie Evans (21 años, mitad atapasco)         | Bishop Mountain–Nulato Equipo de nueve perros. Salió de Bishop Mountain con una temperatura de -53 °C. Llegó a Nulato a las 10:00 hs. después de cubrir 48 km en 5 horas. Dos perros que había pedido prestados sufrieron heridas de congelación en las ingles. | 48             |
|              | Tommy «Patsy» Patson (nativo de Koyukuk)        | Nulato–Kaltag Cartero, corrió un trecho bastante recto, registrando el mejor tiempo de la carrera, cubriendo 58 km en tres horas y media, a más de 16 km/h en promedio. | 58             |
|              | Jack «Jackscrew» Nicolai (atapasco)             | Kaltag–Old Woman Shelter Hombre pequeño conocido por su fuerza inusual. Una parte de su carrera fue de noche y trotó para aligerar el trineo hasta pasar el Cruce de Kaltag. Luego debió tomar un camino cuesta abajo hacia Norton Sound. Llegó a la estación de Old Woman el viernes por la noche, a un promedio de casi 10 km/h en un tramo difícil de 64 km. | 64             |
|              | Victor Anagick (esquimal)                       | Old Woman Shelter–Unalakleet Equipo de 11 perros. Cubrió su tramo en 6 horas, llegando a las 3:30 de la mañana del sábado. El suero estaba ahora a 322 km de Nome. | 55             |
| 31 de enero  | Myles Gonangnan                                 | Unalakleet–Shaktoolik | 64             |
|              | Henry Ivanoff (ruso-esquimal)                   | Shaktoolik Salió rumbo a Golovin, pero a una media milla tuvo que resolver una pelea en su equipo. En ese embrollo, vio que Seppala y su equipo de huskies siberianos venían en la otra dirección. Le pasó el suero a poca distancia de la ciudad. |                |
|              | Leonhard Seppala (48 años, noruego)             | Shaktoolik–Golovin Perros líderes: Togo (12 años) y Scotty. Había salido de Nome con la intención de recibir el suero en Nulato, sin saber que los relevos se habían adelantado. Viajó 69 km desde Isaac's Point, en el norte de Norton Bay, hasta las afueras de Shaktoolik, donde se encontró con Ivanoff. Condujo a su equipo contra al viento, con una temperatura de -34 °C y en la oscuridad. Se arriesgó a cruzar 32 km de mar helado entre Cap Denbigh y Point Dexter en una ventisca cegadora. El sentido del olfato de Togo les permitió mantener el rumbo y los llevó a la parada en la costa norte de Norton Bay, un iglú esquimal. Seppala dio de comer a los perros y calentó el suero, esperando que amainara la tormenta. La madrugada del domingo, con temperaturas de -34 °C y la tormenta a toda potencia, llegó a Dexter's Roadhouse en Golovin con perros completamente agotados. El suero estaba ahora a 126 km de Nome.                                                                       | 146            |
| 1 de febrero | Charlie Olsen                                   | Golovin–Bluff Perro líder: Jack. Equipo de 7 malamutes. Olsen había dejado a Gunnar Kaasen en Olson's Roadhouse y había viajado a Golovin para esperar el suero. Partió a las 15:15 del domingo con temperaturas de -34 °C y un viento estimado de 64 km/h. Las ráfagas lo sacaron del camino. Debido al frío del viento, Olsen se detuvo para poner mantas a sus perros. Dos de ellos sufrieron lesiones de congelación en las ingles. Llegó a Olson's Roadhouse alrededor de las 19:30, para sorpresa de Kaasen, que pensó que se había detenido hasta que pasara la tormenta. | 40             |
|              | Gunnar Kaasen (noruego)                         | Bluff–Nome Perro líder: Balto (6 años). Kaasen fue enviado desde Nome a Bluff para esperar el suero, mientras Ed Rohn era enviado a Port Safety. Debido a los remolinos de nieve y el resplandor del hielo, le fue imposible ver el camino y Balto debió guiar solo el trineo. Se le envió un mensaje a la aldea de Solomon para que esperara el paso de la tormenta allí, pero ésta era tan severa que Kaasen se pasó de largo, ya que Balto los mantuvo en el camino principal que pasa al sur. Después de que el viento volcara el trineo y tirara el suero cuando cruzaban Bonanza Flat, debió ponerse de manos y rodillas y buscar el paquete. Arribó a Pont Safety algo después de las 2 de la madrugada del domingo. Ed Rohn, quien debía llevar el suero en la última etapa, dormía, sin pensar que Kaasen había seguido adelante a pesar de la tormenta. Éste decidió no despertarlo y comenzó la carrera final de 34 km, llegando a Nome alrededor de las 5:30, en un tiempo total de siete horas y media. | 85             |

- Fuente: Salisbury y Salisbury.[1]